# Henryk Jankowski
Henryk Jankowski (né le 18 décembre 1936 à Starogard Gdański – mort le 12 juillet 2010 à Gdańsk) est un prêtre catholique  qui a été l'un des principaux prêtres catholiques polonais qui ont soutenu le mouvement Solidarność opposé au gouvernement communiste dans les années 1980. Il est suspecté d'actes de pédophilie depuis les années 1960.

## Biographie
Henryk Jankowski est responsable de la paroisse Sainte-Brigitte à Gdańsk entre 1970 et 2009.
À la fin des années 1990, il a fait l’objet de mesures disciplinaires, avec interdiction de prêcher pendant un an, de la part de l'Église catholique à cause de ses propos antisémites.
Il est plusieurs fois accusé de pédophilie et, même s’il n'a jamais été condamné, cette question fait encore l'objet d'une enquête,.
Selon des dossiers de l’Instytut Pamięci Narodowej, il a appartenu de 1980 à 1982 au Służba Bezpieczeństwa, le service de sécurité du régime communiste, sous le nom de code Delegat.
Pour aider financièrement l'Institut Père-Henryk-Jankowski, créé pour soutenir des œuvres caritatives et des projets sociaux, il autorise la vente d'un vin avec son image sur l'étiquette, commercialisé sous le nom de Monsignore. Il prévoyait d'ouvrir une chaîne de 16 cafés dans de grandes villes de Pologne et de commercialiser du parfum et des vêtements portant également son image.
Il meurt le 12 juillet 2010 à Gdańsk.

## Accusations d’abus sexuels en 2018
Le 3 décembre 2018, le quotidien polonais Gazeta Wyborcza publie un rapport détaillé où il accuse Henryk Jankowski d’abus sexuels en citant des témoins oculaires. Selon les recherches, l’affaire aurait commencé à la fin des années 1960. Les activités du prêtre n’auraient été un secret, mais personne n’aurait osé les dénoncer. Les abus du clergé catholique seraient restés en effet un sujet tabou et le prêtre quelqu’un de trop puissant. Une fille qui aurait pu être enceinte de lui se serait suicidée. Dans son presbytère, ce prêtre se serait également entouré d’adolescents qui devaient lui rendre la nuit des services sexuels et quelquefois lui tenaient lieu de domestiques pendant la journée. On a aussi allégué que Tadeusz Goclowski (évêque de Gdansk de fin 1984 à avril 2008) aurait été au courant et se serait contenté d’une réprimande légère à son subordonné.
Le 7 décembre 2018, le monument de Jankowski, à Gdansk, est recouvert de peinture. Plusieurs actions de protestation y ont également lieu. Le maire de Gdansk, Paweł Adamowicz, demande alors le retrait de ce monument.
Le 21 février 2019, coïncidant avec le début de la Conférence au Vatican contre les abus sexuels, le monument est à nouveau la cible d’une action de protestation : la statue est jetée au sol et une aube d’enfant de chœur et des sous-vêtements d’enfants sont posés dessus.. « L’objectif, c’est de détruire le mythe d’Henryk Jankowski, faux et insupportable, pas le matériel du monument », ont écrit les militants.
Le 7 mars 2019, le conseil municipal de Gdansk décide de révoquer la citoyenneté d’honneur de Jankowski, de rebaptiser la place qui portait son nom et d’enlever son monument.